# LeRoy Prinz
Pour les articles homonymes, voir Prinz.
LeRoy Prinz, né Leroy Jerome Prinz, est un chorégraphe et réalisateur américain né le 14 juillet 1895 et mort le 15 septembre 1983.

## Biographie
Il épouse le 21 juin 1936, à Yuma, l'actrice et danseuse Betty Bryson avec laquelle il aura, l'année suivante, un fils nommé Leroy Jerome Prinz. Jr.,.

## Filmographie partielle

### Comme chorégraphe
- 1929 : La Chanson de Paris (Innocents of Paris) de Richard Wallace
- 1934 : All the King's Horses de Frank Tuttle
- 1935 : La Dernière Rumba (Rumba) de Marion Gering
- 1935 : Symphonie burlesque (The Big Broadcast of 1936) de Norman Taurog
- 1936 : Show Boat de James Whale
- 1937 : Waikiki Wedding de Frank Tuttle
- 1937 : Trompette Blues (Swing High, Swing Low), de Mitchell Leisen
- 1937 : Romance burlesque (Thrill of a Lifetime) de George Archainbaud
- 1938 : La Belle de Mexico (Tropic Holiday) de Theodore Reed
- 1939 : L'Irrésistible Monsieur Bob (Man about Town) de Mark Sandrich
- 1944 : Hollywood Canteen (Hollywood Canteen) de Delmer Daves
- 1948 : Deux Gars du Texas (Two Guys from Texas) de David Butler
- 1949 : Il y a de l'amour dans l'air (My Dream Is Yours) de Michael Curtiz et Friz Freleng
- 1949 : Les Travailleurs du chapeau (It's a Great Feeling) de David Butler
- 1950 : No, no, Nanette (Tea for Two) de David Butler
- 1950 : Les Cadets de West Point (The West Point Story) de Roy Del Ruth
- 1951 : Escale à Broadway (Lullaby of Broadway) de David Butler
- 1951 : Le Bal du printemps (On Moonlight Bay) de Roy Del Ruth
- 1951 : La Ronde des étoiles (Starlift) de Roy Del Ruth
- 1951 : La Femme de mes rêves (I'll See You in My Dreams) de Michael Curtiz
- 1952 : Avril à Paris (April in Paris) de David Butler
- 1953 : Trois marins et une fille (Three Sailors and a Girl) de Roy Del Ruth
- 1954 : Mademoiselle Porte-bonheur (Lucky Me) de Jack Donohue
- 1956 : Les Dix commandements (The Ten Commandments) de Cecil B. DeMille
- 1958 : South Pacific de Joshua Logan

### Comme réalisateur
- 1941 : Le Collège en folie (All-American Co-Ed)
- 1941 : Fiesta (en)
- 1942 : Vaudeville Days
- 1944 : Road to Victory
- 1944 : Junior Jive Bombers
- 1944 : Bob Wills and His Texas Playboys
- 1944 : Musical Movieland
- 1945 : Rhythm of the Rhumba
- 1945 : Plantation Melodies
- 1946 : A Boy and His Dog
- 1961 : Anatomy of an Accident
- 1965 : Invisible Diplomats

## Nomination
- Plusieurs nominations pour l'Oscar de la meilleure chorégraphie.